# Mesterholdenes Europa Cup finale 1959
Mesterholdenes Europa Cup finale 1959 var en fodboldkamp der blev spillet den 3. juni 1959. Kampen blev spillet foran 72.000 tilskuere på Neckarstadion i Stuttgart, og skulle finde vinderen af Mesterholdenes Europa Cup 1958-59. De deltagende hold var spanske Real Madrid og franske Stade de Reims. 
Det var kulminationen på den fjerde udgave af Europa Cuppen siden etableringen af Europas fineste turnering for klubhold i 1955. Det var fjerde gang at Real Madrid var nået frem til finalen, og vundet dem alle. Det var Stade Reims anden finale, da de også var med i turneringens første, hvor de tabte finalen 3-4 til Real Madrid.
Enrique Mateos bragte allerede efter ét minut Real Madrid foran. To minutter efter pausen øgede Alfredo Di Stéfano den spanske føring til 2-0, hvilket også blev kampen resultat. Derfor kunne Real Madrid fejre sin fjerde triumf i turneringen, ud af ligeså mange mulige.
Kampen blev ledet af den vesttyske dommer Albert Dusch.

## Kampen

### Detaljer
| 3. juni 1959 19:00 |

| Real Madrid                | 2 – 0   | Stade de Reims |
| -------------------------- | ------- | -------------- |
| Mateos 1' · Di Stéfano 47' | Rapport |                |

| Neckarstadion, Stuttgart Tilskuere: 72.000 Dommer: Albert Dusch (Vesttyskland) |

| Real Madrid | Stade de Reims |

|                |    |                        |  |
|                |    |                        |  |
| MÅ             | 1  | Rogelio Domínguez      |  |
| FO             | 2  | Marquitos              |  |
| FO             | 3  | José Santamaría        |  |
| FO             | 4  | José María Zárraga (a) |  |
| MI             | 5  | Juan Santisteban       |  |
| MI             | 6  | Antonio Ruiz           |  |
| AN             | 7  | Raymond Kopa           |  |
| AN             | 8  | Enrique Mateos         |  |
| AN             | 9  | Alfredo Di Stéfano     |  |
| AN             | 10 | Héctor Rial            |  |
| AN             | 11 | Francisco Gento        |  |
| Træner:        |    |                        |  |
| Luis Carniglia |    |                        |  |

| MÅ             | 1  | Dominique Colonna  |
| FO             | 2  | Bruno Rodzik       |
| FO             | 3  | Robert Jonquet (a) |
| FO             | 4  | Raoul Giraudo      |
| MI             | 5  | Armand Penverne    |
| MI             | 6  | Michel Leblond     |
| AN             | 7  | Robert Lamartine   |
| AN             | 8  | René Bliard        |
| AN             | 9  | Just Fontaine      |
| AN             | 10 | Roger Piantoni     |
| AN             | 11 | Jean Vincent       |
| Træner:        |    |                    |
| Albert Batteux |    |                    |